# Исленьев, Данило
Данило Исленьев — московский дворянин, который в 1594 году ездил послом в Турцию.
Ему было поручено отдать грамоту и жалованье терновскому митрополиту за службу Москве, а к патриарху отвезти парубка для обучения греческому языку. Новый султан Мехмед III задержал Исленьева в Константинополе; дальнейшая судьба его неизвестна.
В российском историческом телесериале «Янычар» роль Исленьева исполнил Виталий Кищенко.